# Lachnomyrmex

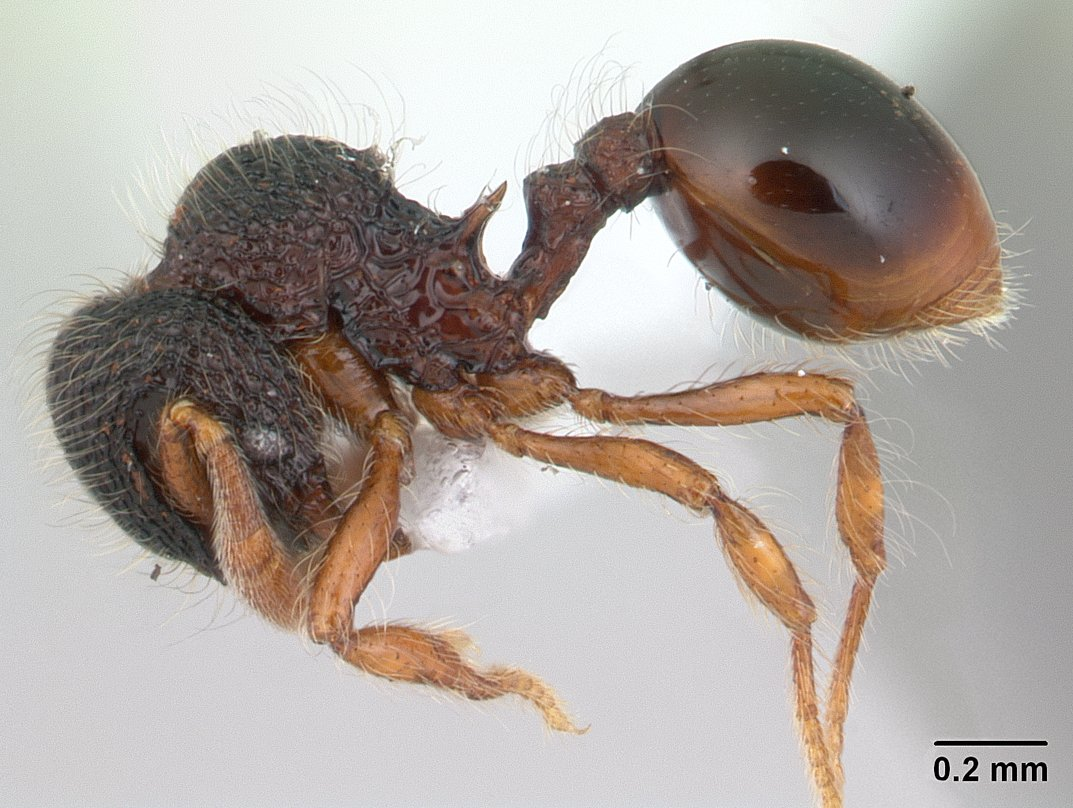
Муравей Lachnomyrmex amazonicus

Lachnomyrmex (лат.) — род муравьёв подсемейства мирмицины (Myrmicinae, Stenammini). Неотропика: Центральная и Южная Америка
.

## Описание
Мелкие земляные муравьи коричневого цвета. Заднегрудка с проподеальными шипиками. Усики короткие, у самок и рабочих 11-члениковые, булава 2-члениковая. Жвалы рабочих с 5 зубцами. Нижнечелюстные щупики 2-члениковые, нижнегубные щупики состоят из 2 сегментов. Голени средних и задних ног без апикальных шпор. Стебелёк между грудкой и брюшком состоит из двух сегментов (петиоль + постпетиоль)
.
- Lachnomyrmex amazonicus
- Lachnomyrmex fernandezi
- Lachnomyrmex grandis
- Lachnomyrmex haskinsi
- Lachnomyrmex laticeps
- Lachnomyrmex lattkei
- Lachnomyrmex longinodus
- Lachnomyrmex longinoi
- Lachnomyrmex mackayi
- Lachnomyrmex nordestinus
- Lachnomyrmex pilosus
- Lachnomyrmex platynodus
- Lachnomyrmex plaumanni
- Lachnomyrmex regularis
- Lachnomyrmex scrobiculatus
- Lachnomyrmex victori